# Quentin Deluermoz
Quentin Deluermoz, né en 1976, est un historien français spécialiste de la France et de l’Europe au XIXe siècle. Il est professeur d’histoire contemporaine à l'université Paris Cité.

## Biographie
Agrégé d'histoire (1999), docteur de l'université Paris-I Panthéon-Sorbonne (2006), Quentin Deluermoz a enseigné dans divers établissements universitaires (Paris I, EHESS, ENS, Sciences Po Paris). Il a également été Visiting Scholar à St John’s College (Cambridge), et invité dans plusieurs universités (Open University, Universités de Tirana, de Rio, Institut Mora à Mexico, Université de Mumbai…).
Maître de conférences à l'université Paris 13 entre 2009 et 2020, membre junior de l'Institut universitaire de France entre 2013 et 2018, il est professeur d’histoire contemporaine à l'université Paris Cité depuis 2020.
Sa thèse, dirigée par Alain Corbin et Dominique Kalifa, est publiée aux éditions de la Sorbonne sous le titre Policiers dans la ville. La construction d’un ordre public à Paris. En 2013, l'ouvrage obtient le prix Augustin-Thierry de la Ville de Paris. Ce livre se caractérise par l’effort d’intégrer les études sur les interactions sociales du sociologue Erving Goffman en histoire. Au-delà, il cherche à comprendre comment la mise en place d’une police visible à Paris – qui ressemble à ce qu’on appellerait aujourd’hui la « police de proximité » - a modifié les rapports de pouvoir et les manières de vivre dans la capitale française. Son travail s’oriente ensuite vers une sociologie historique des ordres et des désordres au XIXe siècle, centrée sur l’expérience européenne de la « modernité ».
Les enquêtes suivantes, organisées autour des relations de pouvoir, poursuivent ce projet. Il a ainsi travaillé sur le rapport au temps et sur les échelles spatiales. En 2012, il publie le tome 3 de la collection « Histoire de France contemporaine », aux éditions du Seuil, dirigée par Johann Chapoutot : Le crépuscule des révolutions, 1848-1871. Puis il s’intéresse aux approches connectées et comparée afin d’intégrer l’étude des sociétés françaises européennes dans un cadre plus global. Il travaille dans le même temps sur les pratiques sociales et les manières de vivre et de penser des hommes et des femmes du passé, dans le sillage des travaux d’Alain Corbin.
En 2016, il publie avec l’historien Pierre Singaravélou, Pour une histoire des possibles, un ouvrage qui s’intéresse aux usages du raisonnement contrefactuel en sciences sociales, et à la question du possible en histoire.
En 2020 ce projet est mis en pratique pour l’analyse d’un évènement majeur du XIXe siècle dans Commune(s),1870-1871, une traversée des mondes au XIXe siècle. Pour comprendre la force de l’évènement qu’a été la Commune de Paris, l’ouvrage retrace sa portée impériale et globale. Puis à partir d’une étude au ras du sol il propose une plongée dans les mondes projetés et la profondeur historique de l’expérience communale. Il cherche enfin à restituer les temporalités à l’œuvre, des plus fugaces aux plus longues. L’ouvrage entend ainsi expliquer pourquoi la Commune de Paris traverse les époques, et continue de porter une interrogation plus large sur la démocratie, l’incorporation de l’ordre social et la modernité.

## Revues
En 2016, il co-fonde la revue trans-disciplinaire Sensibilités. Histoire, critique et sciences sociales avec Hervé Mazurel, Clémentine Vidal-Naquet, Christophe Granger et l'éditrice Chloé Pathé (Anamosa), équipe enrichie ensuite par Anouche Kunth et Thomas Dodman. La revue ambitionne de se servir des sensibilités pour interroger les organisations sociales passées et présentes en partant de problèmes contemporains. Il est également membre des comités de rédaction de la Revue d’histoire du 19e siècle, Politix. Revue des sciences sociales du politique, et membre du comité de lecture de 20&21. Revue d’histoire.

## Partage des savoirs
Une autre part de l’activité de Quentin Deluermoz porte sur la transmission des savoirs et des réflexions historiques. Avec Pierre Singaravélou, il a créé des « ateliers d’histoire partagée » qui visent, à partir de questions contrefactuelles à mettre en œuvre un dialogue plus ouvert et interactif entre les participants. Ces ateliers ont été mis en pratique dans de nombreux festivals (Le grand T., La nuit des débats, Les Rendez-vous de l'histoire de Blois, L’Histoire à venir, La République des idées) mais aussi avec des publics scolaires de collèges ou de lycées. Avec Boris Bove et Nicolas Lyon-Caen il a également été commissaire de l’exposition « le gouvernement des Parisiens, XIIe – XXe siècle », qui s’est tenue à l’Hôtel de ville de Paris du 22 avril au 22 juillet 2017. Il a par ailleurs été conseiller historique de la pièce de théâtre « la chose commune », de David Lescot, et participé avec Philippe Artières, Sylvain Venayre ou les artistes Massimo Furlan et Claire de Ribaupierre à plusieurs performances artistiques ou théâtrales.

## Publications

### Ouvrages
- Policiers dans la ville : la construction d'un ordre public à Paris, 1854-1914 (préf. Dominique Kalifa), Paris, Publications de la Sorbonne, coll. « Histoire de la France aux XIXe et XXe siècles » (no 71), 2012, 408 p. (ISBN 978-2-85944-698-7, présentation en ligne, lire en ligne), [présentation en ligne].
- Norbert Elias, Paris, Tempus, 2012.
- Le Crépuscule des révolutions 1848-1871, Histoire de la France contemporaine, vol. 3, Paris, Le Seuil, L’Univers historique, 2012 ; Réed. poche : Point Seuil, Paris, 2014.
- Commune(s), 1870-1871. Une traversée des mondes au XIXe siècle, Paris, Seuil, 2020.
- (Dir). D'ici et d'ailleurs. Histoires globales de la France contemporaine, Paris, La Découverte, 2021.

### En collaboration
- Avec Anthony Glinoer (en co-direction), L’insurrection entre histoire et littérature, Paris, Publications de la Sorbonne, 2015.
- Avec Pierre Singaravélou, Pour une histoire des possibles. Approches contrefactuelles et futurs non advenus, Paris, Éditions du Seuil, L’Univers historique, 2016. Réed. poche, Point essai, 2019.
- Avec Boris Bove et Nicolas Lyon-Caen, Le Gouvernement des Parisiens. Paris, les Parisiens et l’État, une histoire partagée, XIVe-XXe, catalogue d’exposition, Paris, éditions Paris Musées, 2017.